# 讷维勒伊
讷维勒伊（法語：Neuvireuil，法語發音：[nøviʁœj]）是法国上法蘭西大區加来海峡省的一个市镇，属于阿拉斯区。

## 地理
讷维勒伊（50°21'6"N, 2°54'38"E）面积4.34 平方千米，位于法国上法蘭西大區加来海峡省，该省份为法国北部沿海省份，西北濒北海，南至索姆省，东临北部省。
与讷维勒伊接壤的市镇（或旧市镇、城区）包括：布瓦贝尔纳、弗雷讷莱蒙托邦、弗雷努瓦昂戈埃勒、伊泽勒莱塞凯尔尚、奥皮。

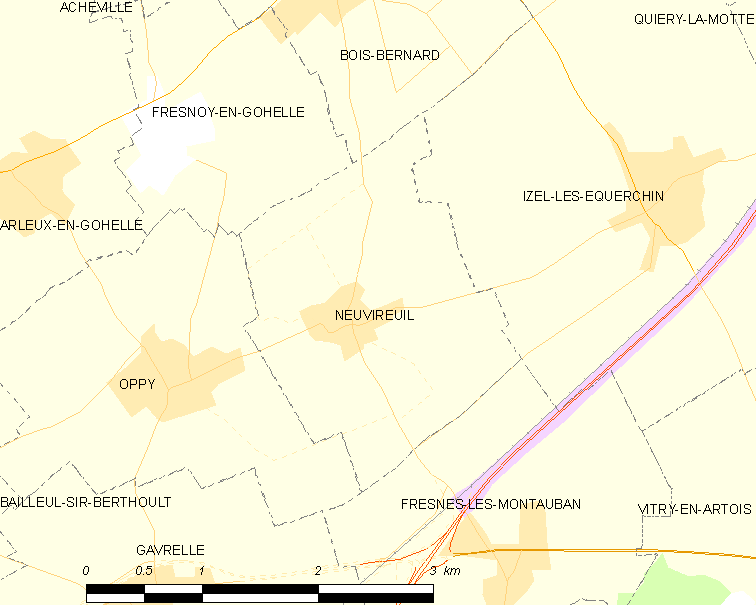
讷维勒伊的OSM定位图

讷维勒伊的时区为UTC+01:00、UTC+02:00（夏令时）。

## 行政
讷维勒伊的邮政编码为62580，INSEE市镇编码为62612。

## 政治
讷维勒伊所属的省级选区为布勒比耶尔县。

## 人口

1962-2008年间讷维勒伊人口变化图示

讷维勒伊于2022年1月1日时的人口数量为575人。